# Fundo Soberano de Angola
El Fundo Soberano de Angola (FSDEA) es el fondo soberano de inversión de Angola y miembro del Foro Internacional de Fondos Soberanos de inversión y por lo tanto se ha adherido a los Principios de Santiago sobre buenas prácticas en la gestión de fondos soberanos de riqueza. La FSDEA está destinada a desempeñar un papel importante en la promoción del desarrollo social y económico de Angola y la generación de riqueza para su gente. El fondo fue calificado por SWFI en febrero de 2015 con una calificación de 8 sobre 10.

## Historia
El 20 de noviembre de 2008, el presidente de Angola, José Eduardo dos Santos, anunció públicamente el establecimiento de una comisión especial para sentar las bases de un nuevo fondo soberano de riqueza «para promover el crecimiento, la prosperidad y el desarrollo económico y social en toda Angola». En 2011, el fondo fue ratificado y establecido como Fundo Soberano de Angola. Reemplazó al antiguo Fundo Petrolífero de Angola (Fondo de Petróleo para Infraestructura). Al principio, era el segundo fondo de inversión más grande del África subsahariana después del Pula Fund de Botswana, con un capital inicial de 5000 millones de dólares estadounidenses. También está previsto que reciba cada año una financiación complementaria equivalente al valor de venta de 100 000 barriles de petróleo al día (5,6 % de la producción total diaria de petróleo). El valor de este volumen puede ser de unos 3500 millones de dólares estadounidenses cada año.
El 12 de enero de 2018, João Lourenço, actual presidente de la República, elige la nueva administración del Fondo Soberano de Angola, pidiéndoles que recuperen el "importante papel" de la institución en la economía del país, a fin de garantizar «una uso más eficiente y transparente de los recursos estratégicos del Estado». En diciembre de 2021 el fondo tenía US$ 2980 millones en activos bajo administración.

## Gobierno Corporativo
El fondo se comprometió a adherirse a los Principios de Santiago y aspirará a ser calificado en el Índice de Transparencia de Linaburg-Maduell en 2014. También estará sujeto a una evaluación de desempeño anual por parte de la Asamblea Nacional de Angola. En noviembre de 2013, Deloitte fue nombrada auditora externa independiente.
Sobre la base de una política de inversiones aprobada en junio de 2013, la FSDEA tiene como objetivo generar riqueza para las generaciones futuras y apoyar el desarrollo social y económico de Angola. La FSDEA también fue reconocida como un fondo soberano de inversión (SWF) transparente por el SWFI (Sovereign Wealth Fund Institute) en febrero de 2015 con una clasificación de 8 sobre 10, lo que es un hito importante para el fondo. El Fundo Soberano de Angola se compromete a operar de manera transparente, responsable y en pleno cumplimiento de las leyes y reglamentos de Angola y de los países donde realizará futuras inversiones.

### Junta Directiva
- Carlos Alberto Lopes fue nombrado Presidente del Consejo de Administración en 2018.[8] Sucedió a José Filomeno dos Santos como Presidente.
- Laura Alcântara Monteiro
- Miguel Damião Gago
- Pedro Sebastião Teta
- Valentina de Sousa Matias Filipe

### Consejo Asesor
El consejo asesor de la FSDEA incluye al Ministro de Hacienda, al Ministro de Economía, al Ministro de Planificación y Desarrollo Territorial y al Gobernador del Banco Nacional de Angola. El consejo emite opiniones sobre la FSDEA con respecto a cuestiones como la gestión empresarial, el desarrollo de carteras, la estrategia de inversión, las inversiones locales y en el extranjero y las cuestiones de política regulatoria, la economía global y otros factores clave que afectan el negocio del Fondo.

## Inversiones
La mitad de los fondos se invertirán en inversiones alternativas principalmente en agricultura, minería, infraestructura y bienes raíces, con un enfoque particular en la hospitalidad, en Angola y el continente africano. El resto de la cartera se asignará a instrumentos de renta fija y efectivo de alta calidad, emitidos por agencias soberanas, acciones globales y emergentes, así como otras inversiones alternativas en todo el mundo. Un máximo del 7,5 % de la cartera se puede utilizar para proyectos de desarrollo social en áreas como educación, generación de ingresos, acceso a agua potable, atención médica y energía. Un primer proyecto fue Kamba Dyami que forma parte de la iniciativa One Laptop per Child.
El 30 de marzo de 2016, la FSDEA anunció que financiará diez proyectos de desarrollo en salud, educación, abastecimiento de agua y emprendimiento en las provincias de Cabinda, Bengo, Huambo, Bié, Cunene, Benguela y Cuanza Norte por un valor de US$12 millones. Asimismo, se ha puesto en marcha el programa «Kijinga», destinado a la reconstrucción de la antigua fábrica de jabón «Super».
La FSDEA lanzó un fondo hotelero para África con US$500 millones en 2014.